# Jacob Nilsson (ishockeyspelare)
Jacob Nilsson, född 12 oktober 1993 i Sölvesborg, är en svensk professionell ishockeyspelare (forward) som spelar för Frölunda HC i Svenska hockeyligan. Hans moderklubb är Mörrums GoIS IK.
Våren 2018 gjorde Jacob debut i Sveriges landslag.